# Rötleshof
Der Rötleshof (bis 1978 Rötlenshof) ist eine Einzelsiedlung und ein Wohnplatz der Großen Kreisstadt Backnang im baden-württembergischen Rems-Murr-Kreis.

## Lage
Der Rötleshof liegt auf einer Anhöhe westlich des Krähenbachs, etwa zwei Kilometer nordwestlich des Stadtzentrums. Das landwirtschaftliche Anwesen besteht aus einem Wohnhaus (Rötleshof 1), Stallungen und Scheunen.

## Geschichte
Der Rötleshof ist eine Gründung des frühen 18. Jahrhunderts. Um 1713 erwarb der aus Zwingelhausen (Kirchberg an der Murr) stammende Schäfer Caspar Mutschler vom Forstamt Reichenberg ein etwa 20 Morgen großes Wäldchen für 205 Gulden. Nachdem er den Wald gerodet hatte, erbaute Mutschler an der Stelle eine Schäferei mit Wohnhaus, Scheune und Schafstall. Der Rötleshof musste dem Forstamt Reichenberg jährlich 15 Kreuzer pro Morgen Land, ein Rauchhuhn für das Haus und einen Gulden für den Garten zahlen. Kirchlich gehörte der Hof stets zu Backnang und kam 1809 auch administrativ zur Stadt. Zur Zeit der Reichsgründung hatte der Rötleshof 11 Einwohner. 1935 versprach Bürgermeister Albert Rienhardt dem Hof einen günstige Versorgung mit Strom und Wasser, die jedoch kriegsbedingt nicht realisiert wurde. Bis in die 1950er Jahre hatte der Rötleshof keine Stromversorgung und war auch nicht an die städtischen Wasserleitungen angeschlossen. Bis 1978 lautete der amtliche Ortsname Rötlenshof.

### Einwohnerentwicklung
- 1810: 7 Einwohner[3]
- 1828: 13[4]
- 1871: 11[2]